# Huta Padniewska
Huta Padniewska is een plaats in het Poolse district  Mogileński, woiwodschap Koejavië-Pommeren. De plaats maakt deel uit van de gemeente Mogilno en telt 23 inwoners.